# 銀の弾丸
銀の弾丸（ぎんのだんがん、英: silver bullet）とは、銀で作られた弾丸で、しばしば怪奇小説・映画等において、不思議な霊力を持ちそれによって不死身の狼男（作品によってはそれ以外の魔物）でさえ打ち倒せる武器とされている。

## 概要
銀には高い殺菌作用があるほか、ヒ素化合物のひとつである硫化ヒ素と反応して黒変する性質があるため、古くから害をもたらす毒や未知の存在へ対抗する不思議な霊力があるとしばしば考えられてきた。こうした背景から、フィクションの世界において通常の弾丸では通用しない狼男、魔女などの魔力を持つ者に対しても銀の弾丸なら効力を持つというイメージと結びつきやすく、多用される存在となったと考えられる。グリム童話の説話の一つである『二人兄弟』の中で通常の鉛の銃弾が効かなかった魔女に対しその魔力を斥けダメージを与えられるものとして現れる。ガイ・エンドアの小説『パリの狼男』（1933年）では銀の十字架を鋳つぶして作った銃弾がむしろ十字架の霊験として人狼と思われる存在に効果があったような形で描かれていた。1941年ハリウッドのユニバーサル社が狼男の二作品目として製作した映画『狼男』では脚本を書いたSF作家のカート・シオドマクによって不死身の狼男も銀の弾丸によって打ち倒されるものとされた。石田一によれば、この映画が現在の狼男のイメージを決定し、今日では狼男は銀の弾丸によって打ち倒されるという伝説がヨーロッパにあったと世界的に広く信じられているが、もともとそのような伝説は欧州になかったという。作家によってこのイメージはしばしば狼男以外の魔的存在にも拡大される。日本では藤子不二雄（当時）の漫画『怪物くん』で狼男ではなく吸血鬼であるドラキュラが銀の弾丸で倒される形で描かれている。

### 比喩表現としての銀の弾丸
転じて、通常の手段では対処が厄介な対象を、たった一撃で葬るもの、という比喩表現として用いられる場合が多い。例えば、ある事象に対する対処の決め手や特効薬、あるいはスポーツで相手チームのエース選手を封じ込める選手などを表現する場合に用いられる。また、ソフトウェア工学では、OS/360の開発で苦闘したフレデリック・ブルックスが、『人月の神話』（1975年刊）において「『どんな場合であれ通用する』ような、『万能な解決策』は存在しない」というたとえとして「銀の弾などない」と述べた例がよく引き合いに出され、しばしばある種の企業の広告などに見られるそのような主張に対して言われる言葉になっている。
似たような意味で使われる語句としては、以下のものがある。
- 王の道
- 魔法の弾丸
- ゴールデンハンマー（マズローのハンマー、道具の法則） - 一つの目的に作られた物を複数の用途に使用する行為についての、確証バイアスのこと。心理学者のアブラハム・マズローが、「興味深いことに、金槌しか道具を持っていない人は、何もかも釘であるかのように取り扱う」と言ったことから。マズローより昔から、バーミンガムスクリュードライバーは金槌の意味で使われている。
- 特効薬

### 文字通りの銀の弾丸
現実における銀は弾丸として用いるには高価な金属であるため、宗教的・象徴的な存在としてのみ用いられる。銃規制の比較的緩い国で銀の弾丸が製造される例が無いわけではないが、お守りや玩具に近い存在である。銀の弾丸を使用したとしても、銀の比重 (10.49) は鉛の比重 (11.36) よりも軽いため、一般的な鉛の弾丸と比べて優れた殺傷力が得られるわけではない。弾丸の比重が軽いと銃口初速が増すため、命中率の向上などの効果をもたらす可能性はあるが、銀より比重の軽い金属は数多く存在する（鋼鉄は7.87、真鍮は8.45など）ため、比重の軽さを目的にあえて高価な銀を使用する理由はない。

## 民間伝承
一部の歴史家は、この伝承はジェヴォーダンの獣を倒したジャン・シャストルの物語に起因するというが誤りで、彼らの主張の根拠は人類学者アンリ・プーラの創作である『Histoire fidèle de la bête en Gévaudan』（1946年刊）に由来している。
- グリム童話『二人兄弟』 - 兄は当初鉛の通常弾で魔女を木から撃ち落とそうとするが果たせず、服の銀ボタンを3つちぎり取って装填し、今度は魔女を転落させることに成功する。
- ブルガリアのハイドゥク ヴォイヴォダ（対トルコ・レジスタンスの指導者）であるDelyo（英語版）は、あらゆる武器を受け付けず、銀の弾が使用された[7]。

## フィクション
- スティーヴン・キング『IT』（文春文庫・全4巻） - 「それ」（原文での「IT」）と呼ばれる謎の怪物に襲われた6人の少年少女が、銀のばら玉（薔薇の形をした銀製アクセサリー）を武器として立ち向かう。
- スーパーナチュラル - ほぼ全編でウィンチェスター兄弟が使用。
- 鎌倉ものがたり - 作中での鎌倉警察署の署員は、銀の弾丸を発射可能なピストルを携行している設定となっている。
- HELLSING - 対化物用の銃弾として、法儀された銀の弾頭が用いられる。
- 青山剛昌『名探偵コナン』 - 作中で、江戸川コナンや赤井秀一、APTX4869について、「黒ずくめの組織を倒す脅威に成り得る存在」という意味合いで「シルバーブレット」と称するくだりがある。
- 遠藤浩輝『ソフトメタルヴァンパイア』 - 主人公の齋美井香が銀弾を撃てる能力を持つため、ヴァンパイアに命を狙われる。